# Maranathakerk (Den Haag)

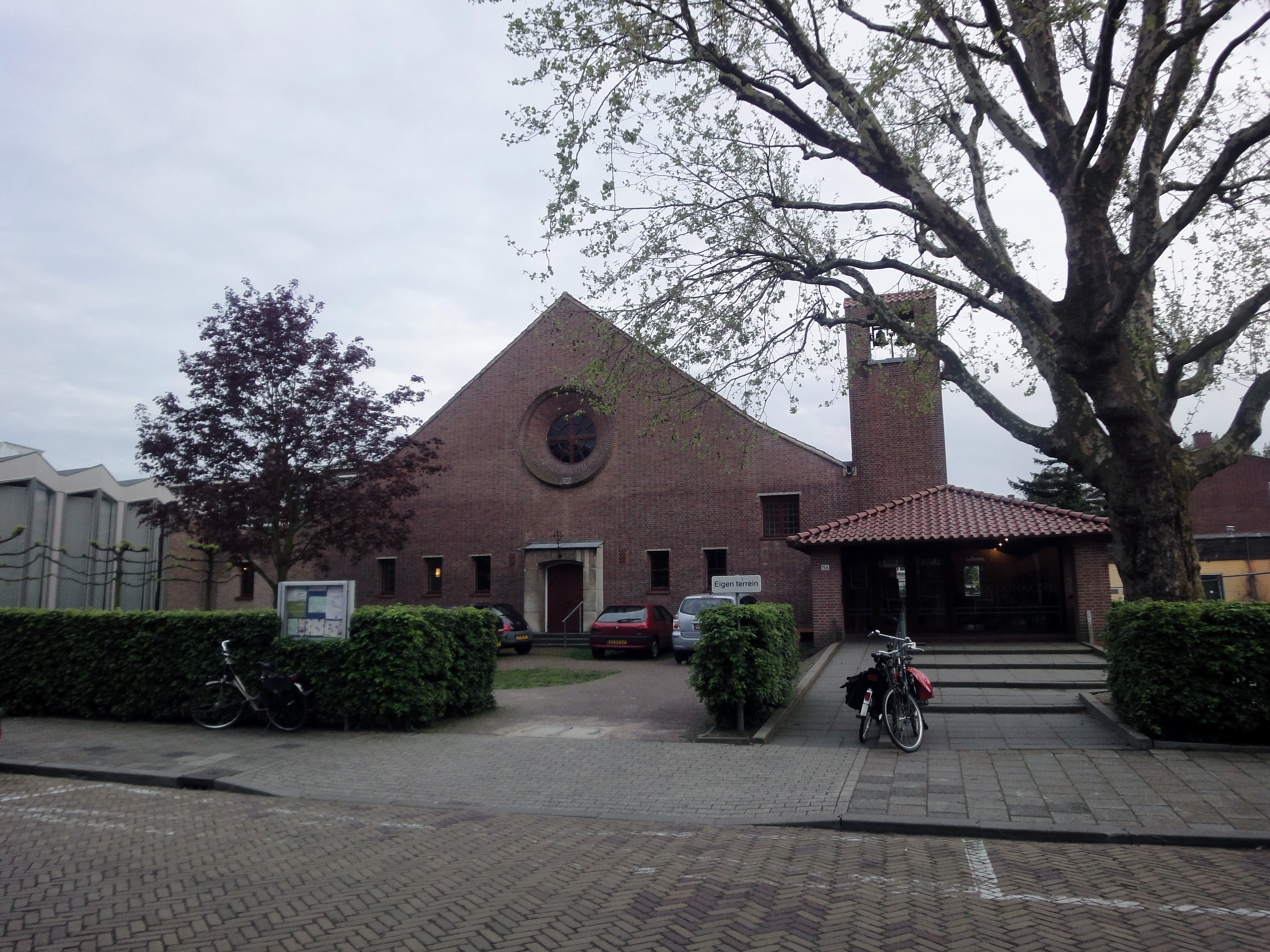
De Maranathakerk

De Maranathakerk is een Nederlandse Hervormde Kerk aan de Tweede Sweelinckstraat in Den Haag. De kerk werd in 1949 gebouwd op een terrein dat braak lag door afbraakwerkzaamheden voor de Atlantikwall, een verdedigingswerk van de Duitsers tegen mogelijke geallieerde aanvallen in de Tweede Wereldoorlog. Maranata is een uitdrukking in het Nieuwe Testament, die 'Onze Heer, Kom!' betekent.
Het gebouw oogt als een gemoedelijk Zwitsers dorpskerkje te midden van de functionalistische gebouwen uit dezelfde periode van wederopbouw. De protestantse kerken in Zwitserland hadden de door ir. Emil Staudacher uit Zürich ontworpen houten dakconstructie aangeboden, inclusief spanten, ramen en deuren, een overgebleven prototype van een serie noodkerken voor het door oorlogsgeweld geteisterde Duitsland. De in de traditionalistische Delftse School gestoelde Bussumse architect Frits Eschauzier (1889-1957), die zich bezighield met liturgische vernieuwing en de bouw van nieuwe hervormde kerkgebouwen, nam de verdere constructie voor zijn rekening.
De kerk heeft in grote lijnen een aan de romaanse stijl ontleende vorm, met zijn lage klokkentoren, zijn zware bakstenen steunberen en de halfronde apsis. Maar de kapconstructie is modern en de zachtrond afgewerkte muren en andere details verwijzen naar Eschauziers landhuisstijl. Het schip van de kerk werd gedecoreerd door de kunstenaar Paul Citroen (1896-1983), toen docent aan de Koninklijke Academie van Beeldende Kunsten. Het orgel is in 1952 gebouwd en in 2004 gerestaureerd.
Abdijkerk van Loosduinen · 
Allerheiligst Sacramentskerk · 
Anglican Church of St. John and St. Philip · 
Antonius Abtkerk · 
Badkapel · 
Bethelkerk (Scheveningen) · 
Bethlehemkerk · 
Christus Triumfatorkerk · 
Duinoordkerk · 
Duinzichtkerk · 
Eben-Haëzerkerk · 
Onze Lieve Vrouw Onbevlekt Ontvangenkerk · 
Emmauskerk · 
Grote of Sint-Jacobskerk · 
Sint-Jacobus de Meerderekerk  · 
H.H. Engelbewaarderskerk · 
H.H. Jacobus- en Augustinuskerk · 
Hofkapel · 
H. Familiekerk · 
Julianakerk (Transvaalkwartier) · 
Prinses Julianakerk (Scheveningen) · 
Kerk van de H. Martelaren van Gorcum · 
Kerk van Eikenduinen · 
Kloosterkerk · 
Lourdeskapel · 
Lutherse kerk · 
Maranathakerk · 
Nieuwe Badkapel · 
Nieuwe Kerk ·
Onbevlekt Hart van Mariakerk ·
O.L.V. Hemelvaartkerk · 
O.L.V. van Goede Raadkerk · 
Oosterkerk · 
Oude Kerk · 
Paleiskerk · 
Pastoor van Arskerk · 
Pniëlkerk · 
Sint-Agneskerk · 
Sint-Josephkerk (1867) · 
Sint-Josephkerk (1886) · 
Sint-Marthakerk · 
Sint-Paschalis Baylonkerk · 
Sint-Theresia van Lisieuxkerk · 
Sint-Willibrorduskerk · 
Teresia van Avilakerk · 
Vredeskapel · 
Waalse Kerk · 
Wilhelminakerk (1908) · 
Wilhelminakerk (1954) · 
Willemskerk · 
Willibrorduskapel
- Virtual International Authority File: 8696155286630987180002